# کامبلوتسی (صربستان)
کامبلوتسی (به صربی: Kambelevci) یک منطقهٔ مسکونی در صربستان است که در Opština Babušnica واقع شده‌است. کامبلوتسی ۴۱۹ نفر جمعیت دارد.